# Auguste Brizeux
Julien Pélage Auguste Brizeux o Aogust Brizeug, en bretón, (Lorient, Morbihan, 1803 - Montpellier 1858) fue un poeta francés en lengua bretona.
Estudió en Gwened, seguidor de Kervarker con los poemas Telenn Arvor (Arpa armòrica, 1843), Mari (1828) y Furnez Breizh (Sabiduría bretona, 1844). Viajó a París con Kervarker, Olivier Souvestre y Jean-François-Marie Le Gonidec para defender la lengua bretona. El 1847 compuso Las Bretons, que fue premiado por la Academia Francesa. Sus obras fueron reeditadas el 1929 en la revista Gwalarn por Roparz Hemon.